# Visites privées
 (août 2016).
Si vous disposez d'ouvrages ou d'articles de référence ou si vous connaissez des sites web de qualité traitant du thème abordé ici, merci de compléter l'article en donnant les références utiles à sa vérifiabilité et en les liant à la section « Notes et références ».
Visites privées est une émission de télévision française diffusée sur France 2 du 5 septembre 2016 au 30 juin 2017 et présentée par Stéphane Bern.

## Diffusion
Le programme est diffusé sur France 2 du lundi au vendredi de 15 h 45 à 16 h 40.
En raison de la diffusion d'un hommage à Simone Veil, la dernière émission a été diffusée dans la nuit suivante.

## Principe
Depuis les réserves du Mobilier National à Paris, l'animateur Stéphane Bern, entouré d'une équipe d'une dizaine de reporters-chroniqueurs, entraîne le téléspectateur dans les coulisses du patrimoine et de ses institutions. Chaque jour de la semaine, l'émission historique explore une thématique pour découvrir différemment les monuments français, revisiter le fonctionnement des institutions ou révéler la face cachée de personnages illustres. Des reportages spécialement tournés pour l'émission illustrent la thématique, par ailleurs commentée par un invité choisi pour son expertise sur ce thème quotidien.
Dès le 23 janvier 2017, le plateau évolue pour plus de convivialité : un format plus traditionnel avec une table ronde est adopté pour rapprocher les chroniqueurs auparavant assis dans des fauteuils très espacés, autour d'un immense tapis, frein à la cohésion et l'esprit de bande.

## Liste des émissions
| Numéro | Date de diffusion          | Titre                                        | Invité                       |
| ------ | -------------------------- | -------------------------------------------- | ---------------------------- |
| 1      | Lundi 5 septembre 2016     | Nos amis les bêtes                           | Marie-Claude Bomsel          |
| 2      | Mardi 6 septembre 2016     | Les vacances autrement                       | Philippe Gloaguen            |
| 3      | Mercredi 7 septembre 2016  | La folie des tatouages                       | Pierre-Yves Belfis           |
| 4      | Jeudi 8 septembre 2016     | Les trésors de l'Eglise                      | le père Guy Gilbert          |
| 5      | Vendredi 9 septembre 2016  | Les jardins: une passion française           | Alain Baraton                |
| 6      | Lundi 12 septembre 2016    | Les étoiles de l'Opéra                       | Brigitte Lefèvre             |
| 7      | Mardi 13 septembre 2016    | La bataille du cinéma                        | Thierry Frémaux              |
| 8      | Mercredi 14 septembre 2016 | Le cheval, la plus belle conquête de l'Homme | Astier Nicolas               |
| 9      | Jeudi 15 septembre 2016    | Les secrets des villes thermales             | Yves Simon                   |
| 10     | Vendredi 16 septembre 2016 | La haute cuisine française                   | Périco Legasse               |
| 11     | Lundi 19 septembre 2016    | Les fleurs ne connaissent pas la crise       | Stanislas Draber             |
| 12     | Mardi 20 septembre 2016    | La conquête du ciel                          | Olivier Dassault             |
| 13     | Mercredi 21 septembre 2016 | Les pompiers en haut de l'échelle            | Gabriel Plus                 |
| 14     | Jeudi 22 septembre 2016    | Le savoir-faire à la française               | Serge Nicole                 |
| 15     | Vendredi 23 septembre 2016 | L'amour du sport                             | Nelson Monfort               |
| 16     | Lundi 26 septembre 2016    | Les paysages des impressionnistes            | Sylvie Patin                 |
| 17     | Mardi 27 septembre 2016    | La formidable histoire des cours d'eau       | Jean-Marie Blatrie           |
| 18     | Mercredi 28 septembre 2016 | Tous à l'eau                                 | Aurélie Muller               |
| 19     | Jeudi 29 septembre 2016    | Monnaie sonnante et trébuchante              | Christophe Beaux             |
| 20     | Vendredi 30 septembre 2016 | Gare aux faussaires                          | Gilles Perrault              |
| 21     | Lundi 3 octobre 2016       | Bijoux de rêve                               | Michèle Heuzé                |
| 22     | Mardi 4 octobre 2016       | Petits secrets de toilette                   | Georges Vigarello            |
| 23     | Mercredi 5 octobre 2016    | A la découverte des étoiles                  | Christophe Galfard           |
| 24     | Jeudi 6 octobre 2016       | Les trésors de Lyon                          | Bernard Pivot                |
| 25     | Vendredi 7 octobre 2016    | L'art fait le mur                            | Miss.Tic                     |
| 26     | Lundi 10 octobre 2016      | En quête de parfums                          | Élisabeth de Feydeau         |
| 27     | Mardi 11 octobre 2016      | Les rois de la mode                          | Alexandra Golovanoff         |
| 28     | Mercredi 12 octobre 2016   | La véritable histoire des jeux vidéo         | Juliette Noureddine          |
| 29     | Jeudi 13 octobre 2016      | Partons en voyage                            | Jean-Louis Étienne           |
| 30     | Vendredi 14 octobre 2016   | Les chefs-d'oeuvre du Louvre                 | Jean-Luc Martinez            |
| 31     | Lundi 17 octobre 2016      | La vie de château                            | Édouard et Alice Guyot       |
| 32     | Mardi 18 octobre 2016      | Le luxe à la française                       | Julie El Ghouzzi             |
| 33     | Mercredi 19 octobre 2016   | Portraits de famille                         | Dominique Issermann          |
| 34     | Jeudi 20 octobre 2016      | Belle-Île-en-Mer                             | Yann Queffélec               |
| 35     | Vendredi 21 octobre 2016   | Cabinets de curiosité                        | Myriam Marrache-Gouraud      |
| 36     | Mardi 1er novembre 2016    | Enterrements de 1ère classe                  | Bruno Berthera               |
| 37     | Jeudi 3 novembre 2016      | Pâtisseries d'hier et d'aujourd'hui          | Christophe Michalak          |
| 38     | Vendredi 4 novembre 2016   | Navires de légende                           | Titouan Lamazou              |
| 39     | Lundi 7 novembre 2016      | Biarritz, l'intemporelle                     | Alain Gardinier              |
| 40     | Mardi 8 novembre 2016      | Le chapeau dans tous ses états               | Yvan Perreton                |
| 41     | Mercredi 9 novembre 2016   | Architecture de folie                        | Dominique Perrault           |
| 42     | Jeudi 10 novembre 2016     | Les aventuriers de la médecine               | Stanis Perez                 |
| 43     | Vendredi 11 novembre 2016  | Héros de l'armistice                         | Manon Pignot                 |
| 44     | Lundi 14 novembre 2016     | Marseille ou les portes de la Méditerranée   | Philippe Caubère             |
| 45     | Mardi 15 novembre 2016     | Coiffeurs pour dames                         | Olivier Echaudemaison        |
| 46     | Mercredi 16 novembre 2016  | Réserves secrètes des grands magasins        | Ève Lamendour                |
| 47     | Jeudi 17 novembre 2016     | Vive le chocolat                             | Pierre Marcolini             |
| 48     | Vendredi 18 novembre 2016  | Bastille et Cie                              | Etienne Madranges            |
| 49     | Lundi 21 novembre 2016     | Dessous chics                                | Chantal Thomass              |
| 50     | Mardi 22 novembre 2016     | Cap sur Saint-Tropez                         | Jean Bouquin                 |
| 51     | Mercredi 23 novembre 2016  | Jeux pour petits et grands                   | Hervé Di Rosa                |
| 52     | Jeudi 24 novembre 2016     | Secrets des maîtres d'armes                  | Pierre Servent               |
| 53     | Lundi 28 novembre 2016     | Bretons et fiers de l'être                   | Irène Frain                  |
| 54     | Mardi 29 novembre 2016     | Voyage au pays des livres                    | Jean Teulé                   |
| 55     | Mercredi 30 novembre 2016  | Les réceptions de l'ambassadeur              | Jean-Christophe Rufin        |
| 56     | Jeudi 1er décembre 2016    | Voyance et légendes                          | Stéphane Allix               |
| 57     | Lundi 5 décembre 2016      | Forêts d'automne                             | Jean-Marie Deshoux           |
| 58     | Mardi 6 décembre 2016      | Balades en terres mâconnaises                | Vincent Dedienne             |
| 59     | Mercredi 7 décembre 2016   | Les mystères des chats                       | Philippe Geluck              |
| 60     | Jeudi 8 décembre 2016      | Strasbourg en fête                           | Abd Al Malik                 |
| 61     | Mardi 3 janvier 2017       | L'incroyable Baie de Somme                   | Jean-Michel Noirey           |
| 62     | Mercredi 4 janvier 2017    | Les grands collectionneurs                   | Pierre Cornette de Saint-Cyr |
| 63     | Jeudi 5 janvier 2017       | La saison des champignons                    | Régis Marcon                 |
| 64     | Vendredi 6 janvier 2017    | La grande aventure du Berry                  | Marie-Christine von Reibnitz |
| 65     | Lundi 9 janvier 2017       | Les trésors du Périgord                      | Patrick Sermadiras           |
| 66     | Mardi 10 janvier 2017      | Un fromage, une histoire                     | Xavier Thuret                |
| 67     | Jeudi 12 janvier 2017      | La table, tout un art!                       | Antoine Pétrus               |
| 68     | Vendredi 13 janvier 2017   | La Rochelle belle et rebelle                 | Grégory Coutanceau           |
| 69     | Lundi 16 janvier 2017      | Tous en scène                                | Jacques Weber                |
| 70     | Mardi 17 janvier 2017      | Balade en Pays d'Auge                        | Philippe Normand             |
| 71     | Jeudi 19 janvier 2017      | Les doigts de fée de la couture              | Jean Paul Gaultier           |
| 72     | Vendredi 20 janvier 2017   | Richesses de l'Alsace                        | Bernard Kuentz               |
| 73     | Lundi 23 janvier 2017      | Haute-Savoie: que la montagne est belle!     | Marc Veyrat                  |
| 74     | Mardi 24 janvier 2017      | Des chiens et des hommes                     | Nicolas Vanier               |
| 75     | Mercredi 25 janvier 2017   | Bébés d'hier et d'aujourd'hui                | Sidonie Bonnec               |
| 76     | Jeudi 26 janvier 2017      | Des croisières de rêves                      | Didier Decoin                |
| 77     | Vendredi 27 janvier 2017   | Les trésors cachés de Cornouaille            | Michel Desjoyeaux            |
| 78     | Lundi 30 janvier 2017      | Vue imprenable sur la Haute-Corse            | Éric Fraticelli              |
| 79     | Mardi 31 janvier 2017      | Dans la peau des grands chefs                | Thierry Marx                 |
| 80     | Mercredi 1er février 2017  | Vive la mariée                               | Stéphane Seban               |
| 81     | Jeudi 2 février 2017       | Sous le grand chapiteau                      | Francesco Bouglione          |
| 82     | Vendredi 3 février 2017    | Les délices de la Bourgogne                  | Christophe Alévêque          |
| 83     | Lundi 6 février 2017       | Magie et mystères du Saumurois               | Alix de Saint-André          |
| 84     | Mardi 7 février 2017       | Des ponts à couper le souffle                | Michel Virlogeux             |
| 85     | Mercredi 8 février 2017    | Éternelle jeunesse                           | Sophie Darel                 |
| 86     | Jeudi 9 février 2017       | Décoration, chinons un peu                   | Sarah Lavoine                |
| 87     | Vendredi 10 février 2017   | Savoie, reine des neiges                     | Guy Martin                   |
| 88     | Lundi 13 février 2017      | Montmartre, de jour comme de nuit            | Jean-Marc Tarrit             |
| 89     | Mardi 14 février 2017      | La Corse-du-Sud, beauté fatale               | Serge Orru                   |
| 90     | Mercredi 15 février 2017   | Les gardiens de la langue française          | Jean-Marie Rouart            |
| 91     | Jeudi 16 février 2017      | Les trésors de la mer                        | Guillaume Néry               |
| 92     | Vendredi 17 février 2017   | Sur la route des épices                      | Gérard Vives                 |
| 93     | Lundi 20 février 2017      | Pyrénées-Orientales, un éden naturel         | Marc Lièvremont              |
| 94     | Mardi 21 février 2017      | L'art du maquillage                          | Olivier Echaudemaison        |
| 95     | Jeudi 23 février 2017      | Les secrets de la Principauté de Monaco      | Françoise Gamerdinger        |
| 96     | Vendredi 24 février 2017   | Des trains pas comme les autres              | Jean des Cars                |
| 97     | Lundi 27 février 2017      | La vie de palace                             | François Delahaye            |
| 98     | Mardi 28 février 2017      | La Creuse, c'est tendance!                   | Anny Duperey                 |
| 99     | Jeudi 2 mars 2017          | Les tribulations du pain                     | Jean-Luc Poujauran           |
| 100    | Vendredi 3 mars 2017       | Le Bordelais, sans modération                | Catherine Laborde            |
| 101    | Lundi 6 mars 2017          | Heureux loin du monde                        | Philippe Frey                |
| 102    | Mardi 7 mars 2017          | Derrière les remparts de Saint-Malo          | Philippe Chevallier          |
| 103    | Mercredi 8 mars 2017       | Vous, les femmes                             | Tina Kieffer                 |
| 104    | Jeudi 9 mars 2017          | La révolution, et après...                   | Cécile Berly                 |
| 105    | Lundi 13 mars 2017         | La Camargue au galop                         | Chico Bouchikhi              |
| 106    | Mardi 14 mars 2017         | Brèves de comptoir                           | Yves Camdeborde              |
| 107    | Jeudi 16 mars 2017         | Il y a un après... à Saint-Germain-des-Prés  | Ariel Wizman                 |
| 108    | Lundi 20 mars 2017         | Portes ouvertes à Fontainebleau              | Jean-François Hebert         |
| 109    | Mardi 21 mars 2017         | Les secrets du ruban rouge                   | Patrick Pelloux              |
| 110    | Jeudi 23 mars 2017         | La tête dans les étoiles                     | Claudie Haigneré             |
| 111    | Lundi 27 mars 2017         | Les mystères du Pays Cathare                 | Atmen Kelif                  |
| 112    | Mardi 28 mars 2017         | Dans l'intimité des maisons d'écrivains      | Matthieu Garrigou-Lagrange   |
| 113    | Jeudi 30 mars 2017         | Au lit, on dort aussi...                     | Pascal Dibie                 |
| 114    | Lundi 3 avril 2017         | Être basque et c'est tout                    | Anne-Sophie Lapix            |
| 115    | Mardi 4 avril 2017         | Pleins feux sur les Champs-Elysées           | Jean-Michel Ribes            |
| 116    | Jeudi 6 avril 2017         | L'amour, c'est tout un art                   | Hector Obalk                 |
| 117    | Lundi 24 avril 2017        | Des folies très confortables                 | Jacques Garcia               |
| 118    | Mardi 25 avril 2017        | Lille de beauté                              | François Reynaert            |
| 119    | Jeudi 27 avril 2017        | Le Gard, à perte de vue                      | Jean-Claude Carrière         |
| 120    | Mardi 2 mai 2017           | Les chambres d'hôtes du printemps            | Antoine de Maximy            |
| 121    | Jeudi 4 mai 2017           | Compiègne, un joyau dans son écrin           | Gonzague Saint Bris          |
| 122    | Mardi 9 mai 2017           | Les bienfaiteurs du patrimoine               | Nicolas et Philippe Gasiglia |
| 123    | Jeudi 11 mai 2017          | Dans les Coulisses du Pouvoir                | Jean Louis Debré             |
| 124    | Lundi 15 mai 2017          | Les trésors du Marais                        | Jack Lang                    |
| 125    | Mercredi 17 mai 2017       | Sur les chemins de la Corrèze                | Denis Tillinac               |
| 126    | Jeudi 18 mai 2017          | La civilisation des vins                     | Enrico Bernardo              |

## Audiences
En moyenne, pour sa première semaine de diffusion, l'émission a réuni 400 000 personnes, soit 6,8 % de l'ensemble du public.
Depuis son retour à l'antenne le 3 janvier 2017, l'émission affiche une moyenne de 422.000 téléspectateurs, soit 5,8 % de part d'audience seulement.